# Mengel-Konigsmark-Berlin-McKusick-Syndrom
Das Mengel-Konigsmark-Berlin-McKusick-Syndrom ist eine sehr seltene angeborene Erkrankung mit den Hauptmerkmalen Taubheit oder Schallleitungsschwerhörigkeit kombiniert mit Fehlbildungen der Ohrmuscheln.
Synonyme sind: Mengel-Konigsmark-Syndrom; Taubheits-Ohrmuscheldysplasie-Syndrom
Die Namensbezeichnung bezieht sich auf die Erstautoren der Erstbeschreibung aus dem Jahre 1969 durch die US-amerikanischen Humangenetiker Marvin C. Mengel, Victor A. McKusick und die HNO-Ärzte Bruce W. Konigsmark (1928 – 1973) und Charles I. Berlin.

## Verbreitung
Die Häufigkeit wird mit unter 1 zu 1.000.000 angegeben, die Vererbung erfolgt autosomal-dominant.

## Ursache
Die Ursache ist bislang nicht bekannt.

## Klinische Erscheinungen
Klinische Kriterien sind:
- Beidseitige Ohrmuschelfehlbildung
- leichte Gesichtsdysmorphie, antimongoloide Lidachse, Hypertelorismus, breiter Nasensattel, hohes Gaumengewölbe, Blepharophimose
- Geistige Behinderung
- Schallleitungsschwerhörigkeit beidseits mit Fehlbildung der Gehörknöchelchen
- Minderwuchs
- Kryptorchismus
- Hypogonadismus
- Systolikum

## Differentialdiagnose
Abzugrenzen sind:
- Escher-Hirt-Syndrom
- Oto-fazio-zervikales Syndrom
- Forney-Robinson-Pascoe-Syndrom
- Fourman-Fourman-Syndrom
- Winter-Kohn-Mellman-Wagner-Syndrom